# زياد العذاري
زياد العذاري (بالفرنسية: Zied Ladhari) ولد في 30 مارس 1975 في سوسة في تونس. هو محامي وسياسي تونسي. بعد الثورة التونسية، اشتغل عدة مناصب منها نائب ووزير، وكذلك هو الناطق الرسمي باسم حركة النهضة.

## السيرة الذاتية
بعد دراسات ابتدائية، انتقل للدراسة في أحد المعاهد في مدينة مساكن. كان ناشطا طلابيا في صفوف حركة النهضة الإسلامية، وتم توقيفه وإدانته في سن الستة عشر سنة وطرد من الدراسة، الأمر الذي دعاه لإكمال دراسته في معهد خاص في المدينة.

بعد حصوله على الباكالوريا في شعبة الأداب بملاحظة حسن جدا سنة 1994 وكان الأول على الجمهورية وحرم من الجائزة الأولى بسب انتماءه الحزبي، تحصل في كلية العلوم القانونية والسياسية والاجتماعية بتونس على الأستاذية في العلوم القانونية، وشهادة الدراسات المعمقة في القانون الخاص من كلية الحقوق بتونس. تم منعه من السفر لمدة 9 سنوات وكان طوال هذه الفترة يخضع للمراقبة الإدارية وبعد نهاية المدة انتقل إلى فرنسا في 2000، تحصل فيها على شهادة دراسات عليا في جامعة السوربون حول القانون الدولي والمقارن وقانون الدول العربية، وأخرى حول القانون البنكي والمالي. تحصل من جهة أخرى على شهادة الكفاءة لممارسة مهنة المحاماة من مدرسة تكوين المحامين التابعة لمحكمة الاستئناف بباريس. يشغل كذلك منصب مدقق حسابات لدى أكاديمية القانون الدولي في لاهاي التابعة لمحكمة العدل الدولية في لاهاي. إنضم إلى الهيئة الوطنية للمحامين بتونس في 2001، وعمل في عدة مكاتب محاماة في باريس كمحامي في محكمة الاستئناف بباريس.

بعد الثورة التونسية، في انتخابات 23 أكتوبر 2011 لانتخاب المجلس الوطني التأسيسي، فاز العذاري بمقعد عن حركة النهضة في دائرة سوسة الانتخابية. أصبح في 25 أكتوبر 2013، الناطق الرسمي باسم الحزب. في 26 أكتوبر 2014، وبمانسبة الانتخابات التشريعية المنعقدة يومها، فاز بمقعد عن الحركة في مجلس نواب الشعب الجديد. في 2 فبراير 2015، تم تعيينه في منصب وزير التشغيل والتكوين المهني في حكومة الحبيب الصيد.

هو أحد مؤسسي فرع الرابطة الفرنسية لحقوق الإنسان في السوربون. وكذلك ناشط في منظمة الشفافية الدولية.

### الدراسات
- الأستاذية في العلوم القانونية من كلية العلوم القانونية والسياسية والاجتماعية بتونس.
- شهادة الدراسات المعمقة في القانون الخاص من جامعة السوربون.
- ماجستير في القانون الدولي والمقارن وقانون الدول العربية من جامعة السوربون.
- ماجستير في القانون المالي والبنكي من جامعة السوربون.
- درس الاقتصاد والمالية بمعهد الدراسات العيا التجارية بقرطاج في جامعة قرطاج.
- شهادة الكفاءة لممارسة مهنة المحاماة من مدرسة تكوين المحامين التابعة لمحكمة الاستئناف بباريس.
- درس القانون المقارن بالمدرسة الصيفية لجامعة كولمبيا في الولايات المتحدة.
- ماجستير في العلوم السياسية والعلاقات الدولية في معهد الدراسات السياسية بباريس.

### المهن
- مدقق حسابات لدى أكاديمية القانون الدولي في لاهاي التابعة لمحكمة العدل الدولية في لاهاي.
- محامي في عدة مكاتب كبرى في باريس.
- مستشار لدى عدة منظمات ودول أفريقية.
- محام مختص في تسوية النزاعات الدولية.

## الحياة الخاصة
العذاري متزوج ولديه ابن واحد.

## مقالات ذات صلة
- حركة النهضة (تونس).

## روابط خارجية
- السيرة الذاتية لزياد العذاري على موقع مرصد المجلس الوطني التأسيسي التابع لمنظمة البوصلة.
- السيرة الذاتية لزياد العذاري على موقع مرصد مجلس نواب الشعب التابع لمنظمة البوصلة.